# Mandja
Il popolo Mandja occupa l'ex Oubangui-Chari (l'attuale Repubblica Centrafricana) tra i paralleli 4°30′ e 7°30′ nord in un'area compresa, a ovest, tra il fiume Wam, e a est tra i corsi del Gribingui e l'Alto Kemo.

## Vita sociale e credenze religiose
Agricoltori e allevatori di pollame e caprini, i loro villaggi sono agglomerati di capanne appartenenti ad individui della stessa famiglia. Discendenti da uno unico antenato, formano un clan patriarcale. I membri riconoscono l'autorità, sia politica che religiosa, al più anziano del gruppo. La prima moglie del capo “gasa ko-ba-wantua”, gode di alcuni privilegi e dirige le altre donne. Gli individui dello stesso clan devono aiutarsi e proteggersi reciprocamente ed è a loro proibito sposare una donna dello stesso clan. 
Accanto alle abitazioni esiste un altare, “ngo”, per le offerte agli antenati. Ogni clan ha un totem. Normalmente è un animale che non deve essere ucciso e del quale non si può mangiare la carne. I Mandja credono che sia l'Essere Supremo a creare, con il sangue mestruale, il bambino nel ventre della donna.

## Nascita
Al momento delle doglie, quando il parto è imminente, vengono chiamate due anziane. La partoriente si siede sul suolo della capanna, con le gambe divaricate e le ginocchia sollevate. Alle spalle una vecchia la sostiene per le braccia. È lei che al momento del parto, solleva la partoriente in modo che il nascituro sia accolto dall'altra vecchia che lo prende per la testa. 
Il cordone ombelicale, tagliato con una scheggia di legno, viene raccolto in un recipiente. Servirà alla madre, con l'aggiunta di olio, per ungere il corpo del figlio. 
Se il neonato dopo la nascita non fa sentire la sua voce, una vecchia può usare delle foglie dai peli urticanti, per farlo piangere. 
Quando la “montata lattea” tarda a venire, i seni della madre vengono frizionati con il lattice bianco di un particolare albero chiamato “ba-fio”.
La nascita gemellare, pur non essendo considerata nefasta, è comunque temuta e dà origine a danze, libagioni e alla installazione di un feticcio messo all'esterno della capanna, vicino alla porta. È credenza che i gemelli si vendichino di chi li maltratta, facendoli mordere dai serpenti. 
Dopo la nascita vengono messi in una "calebasse" un pizzico dei diversi alimenti abituali dell'etnia. Frantumati e mischiati con acqua si ottiene una mistura che viene deposta sull'altare degli antenati. Poi l'anziano “wan-tua” ne fa bere alcune gocce al neonato e ripete il gesto tre volte per un maschio e quattro volte per una femmina. Infine batte sul suolo della capanna il grosso pilone usato per frantumare i cereali, (che i Mandja ritengono possegga una forza occulta e potente), affinché trasmetta al nuovo nato la forza e la voglia di lavorare.
La donna che non può avere figli è oggetto di scherno e la sterilità è frequente causa di divorzio. Gli orfani non vengono abbandonati ma sono accuditi dal fratello del defunto che li alleva con amore, come se fossero propri. I figli devono rispetto e obbedienza ai padri e i castighi a loro inflitti variano dalla privazione del cibo, fino alle punizioni corporali, inflitte sovente con la frusta.

## Morte
Talvolta quando un anziano sente prossima la fine, si allontana dal villaggio e si nasconde nella foresta dove attende la morte. 
I Mandja sono superstiziosi, credono che alcuni segni o avvenimenti, annuncino la morte. Il richiamo cupo di un uccello notturno “dili”, probabilmente un gufo, vicino a una casa è indice di un prossimo decesso. 
Il defunto viene lavato e il corpo è cosparso di olio e polvere di legno rosso.
Le mani vengono aperte e le palme sono poste sul viso. Il corpo viene avvolto in una stuoia di paglia e deposto sul suolo della capanna. Se è una donna le mani sono messe tra le cosce.
I parenti si radunano intorno al cadavere e i gridi di dolore e i lamenti, si mescolano ai monotoni canti funebri. Se nel villaggio una donna è incinta. si procede subito ad inumare il cadavere. Al momento del parto, il neonato assumerà il nome del defunto la cui anima, credono fermamente i Mandja, si è reincarnata nel nuovo essere.
Quando tutta la famiglia si è riunita intorno al defunto, viene scavata la tomba, sovente nel pavimento della capanna dello scomparso. Profonda circa due metri, contiene una cripta, nella quale il corpo viene deposto legato, talvolta adagiato su un fianco, con il viso rivolto a levante, se è un uomo, simbolo di forza, verso il tramonto, se è una donna, simbolo di debolezza. Per i Mandja la morte non è mai naturale. Può essere stata causata da un maleficio di un uomo malevolo. Per scoprirlo, i Mandja usano talvolta immergere la cintura del defunto nella birra di miglio preparata per il funerale. Sarà sufficiente un sorso per far morire il colpevole, oppure si taglia la testa di una gallina e si pronuncia il nome dell'indiziato che verrà scoperto dalla particolare posizione assunta dal volatile morente.
Per tutto il periodo di lutto, che si protrae talvolta a lungo, la vedova non si deve lavare e i coprisesso sono realizzati con rami di una pianta “douma” fissati alla cintura.

## Matrimonio
Normalmente è il padre che sceglie la prima moglie del figlio. Durante una intera stagione, dalla semina al raccolto, il pretendente dovrà lavorare nella piantagione del futuro suocero. Questa usanza è anche una prova per dimostrare che, in futuro, il giovane sarà capace di far fonte ai bisogni della famiglia. Nel frattempo il giovane inizia a versare la dote alla famiglia della ragazza. Se non può versare per intero il “prezzo della sposa”, il giovane lavorerà per i suoceri per un periodo di uno o due anni. Il giovane non può dormire con la sposa fino a quando non avrà versata l'intera dote e solo quando la giovane avrà subito l'escissione del clitoride. Il versamento della prima parte della dote dà luogo a una festa. Davanti al feticcio “ngo”, l'altare degli antenati, il giovane depone alcune frecce, braccialetti di rame, zappe. Le due famiglie riunite festeggiano anche il giorno in cui la giovane viene escissa Questa operazione è talvolta effettuata quando la dote è stata interamente versata. Poi la sposa raggiungerà, nel corso dell'anno, la casa del marito.
Quando saranno evidenti i segni dell'imminente maternità, il marito inizierà a costruire una nuova abitazione. È un avvenimento che origina gli ultimi riti matrimoniali. Davanti al feticcio “ngo”, le due famiglie si riuniscono. Viene sacrificato un pollo il cui cuore viene dato alla futura madre, mentre la testa e il fegato sono offerti agli antenati. Poi le famiglie accompagnano gli sposi alla nuova abitazione e portano in dono panieri di sesamo, miglio, sale e generi alimentari di prima necessità.
Da questo momento il marito inizia a lavorare in proprio in un nuovo campo.
Se la donna non riesce ad avere figli, è infedele o quando i figli continuano a morire in giovane età, può essere ripudiata, e rimandata alla casa del padre il quale sarà tenuto a rimborsare la dote che ha ricevuto.

## Modifiche corporali
I denti incisivi di uomini e donne sono scheggiati in forme differenti (triangolari, arrotondati). Alle varie forme sono attribuiti significati diversi e straordinari poteri.
Durante l'operazione di scheggiatura il paziente viene adagiato sul dorso su una stuoia di paglia e tiene le mascelle divaricate, stringendo tra i denti, uno stele di mais o un pezzetto di legno arrotondato.
Le labbra vengono modificate introducendo ornamenti cilindrici di quarzo di differenti colori, bianchi, rosa, verdi. 
Altre modifiche corporali sono le scarificazioni in rilievo e i tatuaggi, che designano l'origine etnica e sono un segno di riconoscimento per gli individui appartenenti alla stessa famiglia. Hanno anche un valore estetico molto apprezzato da uomini e donne. 
Per produrre le scarificazioni in rilievo viene introdotto nelle incisioni carbone di legna, sciolto nell'olio di sesamo.
I tatuaggi, invece, vengono realizzati incidendo superficialmente la pelle e spargendo sopra le ferie il fumo denso (ottenuto bruciando talvolta pezzi di pneumatici), che si deposita sul fondo di una marmitta o il lattice ricavato dalla corteccia di alberi particolari

## La casa e il villaggio
Ogni donna possiede una propria abitazione circolare i cui diametri e altezza variano dai tre ai quattro metri. Intorno è costruito un muro di fango di circa un metro e cinquanta, che sorregge un tetto di paglia. La porta d'ingresso è orientata normalmente verso est. C'è anche un porta segreta, aperta sul lato opposto e dissimulata da paglia e da erbe che sono lasciate crescere all'esterno, porta che è una via di fuga in caso di attacco nemico. La capanna è divisa in due con un muro di paglia. Una parte è riservata alle donne e agli uomini, l'altra ai bambini e agli ospiti. Letti di legno, focolari delimitati da pietre, marmitte, vasi, piloni per frantumare i cereali, e altri utensili di cucina, completano l'arredamento. Alle pareti, appese o appoggiate al muro ci sono le armi, la faretra con le frecce e la lancia.
I villaggi si trovano generalmente vicino a un corso d'acqua al bordo della foresta. Le capanne sono costruite senza un ordine apparente, raggruppate per famiglie.

## Alimentazione
Vegetariani, consumano normalmente il miglio, la manioca, le patate dolci. il mais, le banane, i fagioli, il miele delle api selvatiche, l'olio di palma e di arachidi.
Soprattutto le donne conoscono e raccolgono frutti spontanei, tuberi, leguminose, radici, bacche, ecc.; inoltre non disdegnano di cibarsi di locuste e termiti. I pesci che catturano nei piccoli corsi d'acqua vengono normalmente affumicati. 
I capretti, i polli e gli altri animali del cortile, sovente sacrificati, vengono mangiati. Un apporto di proteine viene dai piccoli mammiferi e dagli uccelli che catturano con ingegnose trappole, lacci e reti.
Durante i pasti, quasi sempre a base di polenta di miglio, i commensali prendono a turno, con tre dita della mano destra, il cibo. Un altro alimento comune è la manioca di cui mangiano il tubero, mentre le foglie sono usate come medicinali. Prima di essere consumati i tuberi vengono lasciarti macerare nell'acqua, poi seccati e schiacciati in un mortaio fino a ridurli in farina che viene lasciata seccare al sole.
Si dissetano normalmente con acqua ma non disdegnano, in particolari circostanze, di bere una specie di birra ottenuta dalla fermentazione del miglio, del mais o della manioca. Una bevanda alcolica viene ottenuta anche con il miele di api selvatiche. 
Per produrre il sale ricorrono ad un sistema semplice e ingegnoso. Fanno colare lentamente l'acqua sulla cenere di particolari foglie, raccolta e pressata in un recipiente bucherellato. L'acqua scioglie il sale contenuto nelle ceneri. È poi sufficiente far evaporare il liquido per ottenere un leggero strato di sale.
Coltivano anche foglie di tabacco che, seccate, vengono fumate in pipe con il fornello d'argilla o di legno duro e con il bocchino generalmente di ferro.
Vasi e marmitte per cuocere il cibo, contenere liquidi ecc., sono costruiti dalle donne. Per tutto il tempo necessario alla fabbricazione, le donne devono astenersi dai rapporti sessuali per evitare che, durante la cottura, i recipienti si spezzino. L'argilla fresca viene decorata con punti, linee e incisioni geometriche.

## Magia nera, magia bianca
I Mandja conoscono diversi tipi di veleni che ricavano da vegetali, da insetti, da funghi o da parti di animali (teste di serpenti). La preparazione dei veleni avviene nella savana, lontano dai villaggi e alla insaputa di tutti.
Gli ingredienti che compongono i veleni sono gelosamente tenuti segreti e trasmessi da padre in figlio.
Sono paste, liquidi, polveri, usati normalmente da coloro che esercitano la "magia nera", per far ammalare i corpi o, peggio, per uccidere.
L'indigeno crede fermamente alla potenza occulta degli spiriti. Ed ecco rivolgersi frequentemente ai guaritori, a coloro che esercitano la magia bianca, quella che guarisce e allontana gli influssi negativi. Il guaritore ricorre sovente agli oroscopi, usa tecniche diverse e utilizza gli oggetti più eterogenei, Anche i sacrifici di capretti o, più frequentemente, di galline, servono a conoscere il futuro I guaritori, per curare le malattie, si servono di massaggi, inalazioni, gargarismi, impiastri di unguenti segreti. Succhiano talvolta la parte malata e sputano la malattia che dicono di aver estratta dal corpo. Effettuano anche scarificazioni e ungono la parte ammalata, sia con il sangue di animali sacrificasti, sia con piante e erbe particolari, triturate e fatte macerare nell'acqua. Alcuni guaritori sanno come salvare un individuo morsicato da un serpente velenoso. Stringono fortemente il membro colpito per arrestare la diffusione del veleno nell'organismo, poi praticano incisioni dove ci sono i segni del morso o sull'edema che nel frattempo si è sviluppato. Applicano sulla ferita un impiastro segreto e viene fatto bere un decotto di erbe particolari che solo il guaritore conosce. Se l'avvelenato vomita violentemente e a lungo si salva, altrimenti è destinato a morire in poco tempo. I salassi sono frequenti. Il guaritore incide la parte malata, poi applica sulla ferita il corno di un bue. Attraverso un piccolo foro praticato nella punta, succhia con forza togliendo l'aria. Poi chiude il buco con cera e lascia che il corno si riempia di sangue che viene versato in un buco scavato nel suolo e sepolto rapidamente.
I bravi guaritori sanno curare le ferite (con impiastri di piante segrete), ma sanno anche ridurre le fratture mettendo a posto l'osso, e immobilizzandolo poi con canne elastiche di bambù.

## Riti iniziatici: circoncisione e clitoridectomia
Sono chiamati “riti di passaggio” e segnano la fine dell'infanzia e della pubertà fisica dell'adolescenza e permettono all'individuo di entrare da adulto nel clan tribale. Sono una tappa fondamentale nella vita dell'individuo. Con l'eliminazione del prepuzio (residuo femminile presente nell'uomo) si sancisce in modo evidente l'appartenenza maschile del giovane Mandja. 
La circoncisione prevede l'isolamento del giovane in un campo, nascosto nella foresta, lontano da occhi indiscreti. Coloro che devono essere circoncisi devono mantenere un assoluto silenzio, e ubbidire agli ordini degli anziani se non vogliono subire dure punizioni, anche con l'uso della frusta. Vestono un costume di foglie e braccialetti di liane attorcigliati alle caviglie. Lasceranno il capo, dopo mesi di segregazione trasformati. Avranno un nuovo nome e saranno veri uomini. 
L'operazione avviene normalmente nei mesi di novembre e dicembre, al debutto della stagione secca. Prima della circoncisione, effettuata sempre da un uomo anziano, i giovani vengono portati ad un ruscello, dove si devono lavare con l'acqua fredda del mattino. Una parziale anestesia che permetterà loro di meglio sopportare il dolore dell'operazione. La circoncisione avviene con il giovane in piedi posto di fronte all'operatore. Questi afferra con due dita il prepuzio e lo tira verso di sé. Poi, rapidamente, lo recidere con un particolare coltello curvo e getta nell'acqua la parte tagliata. Il giovane, fin dall'inizio dell'operazione, è sostenuto alle spalle da due padrini. Sono loro che lo accompagnano e lo fanno sedare sul bordo del corso d'acqua. Un ramoscello viene appoggiato sulle cosce per tenere sollevato il membro tagliato. Poi i padrini inizieranno a curare la ferita. Lavata con acqua fredda, verrà cosparsa con la cenere di una erba a fiori bianchi della foresta, chiamata “kangha” e protetta con una sottile striscia di scorza battuta di un particolare "ficus". Alcuni giorni dopo l'operazione i circoncisi, mascherano le loro sembianze con occhiali tagliati in un frammento di “calebasse” e si tingono il corpo di bianco caolino. Il bianco è simbolo di rinascita, di purezza, protegge dalle malattie. Il corpo così modificato indica che sono individui nuovi. Ora sono uomini. 
L'escissione del clitoride è l'operazione alla quale vengono sottoposte le giovani Mandja per eliminare la “parte” maschile" presente nel loro corpo Ma altri motivi sembrano giustificare l'intervento: l'igiene, ma anche rendere la donna meno voluttuosa e facilitare il parto(?).
Si tratta di un'operazione cruenta ma nessuna giovane Mandja può esimersi. Solo dopo ablazione del clitoride e delle piccole “labia” potrà sposarsi, lo scopo di tutte le giovani. Prima dell'operazione, per giorni, cantano e danzano in coro.
L'operazione è effettuata solo da donne. Gli uomini non possono partecipare o assistere: è credenza infatti che la vista del sangue farebbe perdere loro la vista. Vengono poi condotte ad un ruscello e somministrati cibi nei quali sono incorporati sostanze che servono a dar loro coraggio e a sopportare il dolore. La giovane è assistita dalle madrine e viene operata da una anziana che, con un coltello speciale, elimina il clitoride e le piccole “labia”. Poi getta nell'acqua ciò che ha tagliato che, secondo le credenze Mandja, si trasformerà in una sanguisuga.
La sera stessa dell'operazione le giovani cantano e danzano per vincere il dolore. Per sei giorni si coprono con un gonnellino di foglie e vengono curate con misture magiche e decotti di piante astringenti e cicatrizzanti. Le guarigioni avvengono normalmente in pochi giorni. I corpi sono unti di olio e di polveri di legno rosso. Il colore rosso, colore del sangue, è simbolo di vita, di gioia, di salute e rende più forti i corpi indeboliti.

## Ricerche
Usi, riti e costumi dei Mandja sono stati indagati e documentati con foto e pellicole cinematografiche durante numerose missioni di ricerca condotte, per alcuni anni, a partire dal 1960. dagli etnologi e archeologi Angelo e Alfredo Castiglioni. Le informazioni raccolte nel corso dei viaggi dai fratelli Castiglioni, sono state riportate in varie pubblicazioni e in alcuni lungometraggi tra i quali: Magia nuda (1975), con il commento di Alberto Moravia, Africa dolce e selvaggia (1982), con il commento di Guglielmo Guariglia, già docente di Etnologia e Antropologia culturale all'Università Cattolica di Milano, Africa ama (1971) e Africa segreta (1960).
Già a partire dagli anni sessanta vi è stato il progressivo e continuo abbandono da parte dei Mandja della loro cultura, sostituita da quella occidentale.